# Kyrkarpssjön
Kyrkarpssjön är en sjö i Sävsjö kommun i Småland och ingår i Lagans huvudavrinningsområde. Sjön har en area på 0,273 kvadratkilometer och ligger 191 meter över havet.

## Delavrinningsområde
Kyrkarpssjön ingår i det delavrinningsområde (635253-141761) som SMHI kallar för Inloppet i Långödammen. Medelhöjden är 210 meter över havet och ytan är 40,79 kvadratkilometer. Räknas de 54 delavrinningsområdena uppströms in blir den ackumulerade arean 773,32 kvadratkilometer. Skålån (Storån) som avvattnar avrinningsområdet har biflödesordning 2, vilket innebär att vattnet flödar genom totalt 2 vattendrag innan det når havet efter 200 kilometer. Delavrinningsområdet består mestadels av skog (61 procent) och sankmarker (18 procent). Avrinningsområdet har 0,71 kvadratkilometer vattenytor vilket ger det en sjöprocent på 1,7 procent.